# Isola sacra di Okinoshima e siti associati della regione di Munakata
Isola sacra di Okinoshima e siti associati della regione di Munakata (「神宿る島」宗像・沖ノ島と関連遺産群?), è un gruppo di siti a nord-ovest di Kyūshū, in Giappone, iscritto nel patrimonio dell'umanità dell'UNESCO nel 2017, sotto i criteri ii e iii.

## Sfondo
Nel Kojiki e nel Nihon Shoki si dice che le tre Munakata kami fossero figlie di Amaterasu, generate dal consumo di spade giganti da parte della dea del sole. Okitsu-Miya sull'isola di Okinoshima fa parte del complesso del santuario shintoista di Munakata Taisha. Sull'isola non furono costruiti edifici di santuari formali ma cumuli di roccia o lo yorishiro fornivano il fulcro della venerazione. Nel sito furono depositati ritualmente oltre 80.000 manufatti nel periodo tra il IV e il X secolo. Questi sono stati designati Tesoro nazionale del Giappone. Includono specchi e terminali a testa di drago in bronzo provenienti da Wei, Cina, anelli d'oro e finimenti per cavalli simili a quelli trovati nelle tombe di Silla in Corea e frammenti di una ciotola di vetro della Persia sasanide. Il clan Munakata (宗像氏?), potenti governanti locali, controllava la rotta verso il continente e "presiedeva ai rituali". Si ritiene che i numerosi kofun o tumuli della zona siano il loro luogo di sepoltura.

## Siti componenti
| Luogo                                                                                   | Comune   | Commenti | Immagine | Coordinate                   |
| --------------------------------------------------------------------------------------- | -------- | --- | -------- | ---------------------------- |
| Okinoshima 沖ノ島? Okinoshima                                                           | Munakata | La foresta vergine che ricopre l'isola è un monumento naturale e l'isola una zona di protezione della fauna selvatica.                                                      |          | 34°14′48.34″N 130°06′14.87″E |
| Munakata Taisha - Okitsu-Miya 宗像神社境内 沖津宮? Munakata Jinja keidai - Okitsumiya   | Munakata | Sull'isola di Okinoshima, è consacrato al kami Tagori-hime (田心姫神?), i recinti di Munakata Taisha sono un sito storico.                                                  |          | 34°14′29.21″N 130°06′13.87″E |
| Munakata Taisha - Nakatsu-Miya 宗像神社境内 中津宮? Munakata Jinja keidai - Nakatsumiya | Munakata | Sull'isola di Ōshima, è consacrato al kami Tagitsu-hime (湍津姫神?) |          | 33°53′49.17″N 130°25′56″E    |
| Munakata Taisha - Hetsu-Miya 宗像神社境内 辺津宮? Munakata Jinja keidai - Hetsumiya     | Munakata | Sulla terraferma del Kyūshū, è consacrato al kami Ichikishima-hime (市杵島姫神?). Gli importanti beni culturali honden e haiden risalgono rispettivamente al 1578 e al 1590 |          | 33°49′51.92″N 130°30′51.65″E |

## Presentazione
I seguenti siti erano stati inclusi nella nomina originale, ma sono stati esclusi dall'iscrizione finale:
| Sito | Città    | Immagine | Coordinate                   |
| --- | -------- | -------- | ---------------------------- |
| Tsuyazaki Tumulus Cluster - Katsuura Takahara Tumulus Cluster 津屋崎古墳群 勝浦高原古墳群? Tsuyazaki kofun-gun - Katsuura Takahara kofun-gun | Fukutsu  |          | 33°50′28.77″N 130°29′15.59″E |
| Tsuyazaki Tumulus Cluster - Katsuura Minenohata Tumulus 津屋崎古墳群 勝浦峯ノ畑古墳? Tsuyazaki kofun-gun - Katsuura Minenohata kofun         | Fukutsu  |          | 33°50′15.2″N 130°29′08.26″E  |
| Tsuyazaki Tumulus Cluster - Katsuura Inoura Tumulus 津屋崎古墳群 勝浦井ノ浦古墳? Tsuyazaki kofun-gun - Katsuura Inoura kofun                 | Fukutsu  |          | 33°50′15.84″N 130°29′10.19″E |
| Tsuyazaki Tumulus Cluster - Shinbaru-Nuyama Tumulus Cluster 津屋崎古墳群 新原・奴山古墳群? Tsuyazaki kofun-gun - Shinbaru-Nuyama kofun-gun   | Fukutsu  |          | 33°48′58.96″N 130°29′15.91″E |
| Tsuyazaki Tumulus Cluster - Yukue Ōtsuka Tumulus 津屋崎古墳群 生家大塚古墳? Tsuyazaki kofun-gun - Yukue Ōtsuka kofun                         | Fukutsu  |          | 33°48′38.37″N 130°29′01.92″E |
| Tsuyazaki Tumulus Cluster - Ōishi Okanotani Tumulus 津屋崎古墳群 大石岡ノ谷古墳群? Tsuyazaki kofun-gun - Ōishi Okanotani kofun               | Fukutsu  |          | 33°48′14.94″N 130°29′03.62″E |
| Tsuyazaki Tumulus Cluster - Sudata Kaminokuchi Tumulus 津屋崎古墳群 須多田上ノ口古墳? Tsuyazaki kofun-gun - Sudata Kaminokuchi kofun         | Fukutsu  |          | 33°48′10.57″N 130°29′00.61″E |
| Tsuyazaki Tumulus Cluster - Sudata Amafurijinja Tumulus 津屋崎古墳群 須多田天降天神社古墳? Tsuyazaki kofun-gun - Sudata Amafurijinja kofun   | Fukutsu  |          | 33°48′12.43″N 130°28′54.43″E |
| Tsuyazaki Tumulus Cluster - Sudata Shimonokuchi Tumulus 津屋崎古墳群 須多田下ノ口古墳? Tsuyazaki kofun-gun - Sudata Shimonokuchi kofun       | Fukutsu  |          | 33°48′09.67″N 130°28′54.28″E |
| Tsuyazaki Tumulus Cluster - Sudata Misotsuka Tumulus 津屋崎古墳群 須多田ミソ塚古墳? Tsuyazaki kofun-gun - Sudata Misotsuka kofun             | Fukutsu  |          | 33°48′09.09″N 130°28′49.57″E |
| Tsuyazaki Tumulus Cluster - Sudata Nitatsuka Tumulus 津屋崎古墳群 須多田ニタ塚古墳? Tsuyazaki kofun-gun - Sudata Nitatsuka kofun             | Fukutsu  |          | 33°48′15.83″N 130°28′42.23″E |
| Tsuyazaki Tumulus Cluster - Araji Tsurugizuka Tumulus 津屋崎古墳群 在自剣塚古墳? Tsuyazaki kofun-gun - Araji Tsurugizuka kofun               | Fukutsu  |          | 33°47′46.69″N 130°29′10.42″E |
| Tsuyazaki Tumulus Cluster - Miyajidake Tumulus 津屋崎古墳群 宮地嶽古墳? Tsuyazaki kofun-gun - Miyajidake kofun                               | Fukutsu  |          | 33°46′50.32″N 130°29′18.34″E |
| Tsuyazaki Tumulus Cluster - Miyaji Idenokami Tumulus 津屋崎古墳群 宮司井手ノ上古墳? Tsuyazaki kofun-gun - Miyaji Idenokami kofun             | Fukutsu  |          | 33°46′43.17″N 130°29′21.39″E |
| Tsuyazaki Tumulus Cluster - Tebika Namikirifudō Tumulus 津屋崎古墳群 手光波切不動古墳? Tsuyazaki kofun-gun - Tebika Namikirifudō kofun       | Fukutsu  |          | 33°46′18.28″N 130°29′59.01″E |
| Tsuyazaki Tumulus Cluster - Tebika Yunoura Tumulus Cluster 津屋崎古墳群 手光湯ノ浦古墳群? Tsuyazaki kofun-gun - Tebika Yunoura kofun         | Fukutsu  |          | 33°46′42.72″N 130°29′31.05″E |
| Sakurakyō Tumulus 桜京古墳? Sakurakyō kofun                                                                                                  | Munakata |          | 33°50′38″N 130°29′43.17″E    |
| Tōgō Takatsuka Tumulus 東郷高塚古墳? Tōgō Takatsuka kofun                                                                                    | Munakata |          | 33°47′56″N 130°32′26.48″E    |